# Dog’s Life
Pour plus de détails, voir Fiche technique et Distribution.
Dog's Life est un court métrage dramatique lituanien écrit et réalisé par Ieva Veiverytė et sorti en 2013.

## Synopsis
Dalia a cinquante ans et vit dans une maison soviétique isolée avec sa mère retraitée. Même si sa fille étudie dans une ville voisine, Dalia compte sur ses conseils et son soutien dans toutes les situations de sa vie. 
Quand sa mère retraitée doit séjourner à l'hôpital pour des examens, Dalia doit rester seule à la maison. L'idée de lâcher leur chien de garde pour qu'il puisse se promener en toute liberté tourne immédiatement au désastre - le chien est écrasé par une voiture. La question de l'enterrement du chien devient alors un défi insurmontable pour cette femme qui n'a jamais connu l'autosuffisance.

## Fiche technique
- Titre international : Dog‘s Life
- Titre original : Šuns dienos
- Réalisation : Ieva Veiverytė
- Scénario : Ieva Veiverytė, Teklė Kavtaradzė
- Photographie : Narvydas Naujalis
- Montage : Ieva Veiverytė
- Casting : Marija Kavtaradze
- Décors : Monika Kisieliute
- Production : Marija Razgutė
- Production exécutive : Marius Draksas
- Sociétés de production : M-Films
- Pays de production : Lituanie
- Langue originale : lituanien
- Format : couleur
- Genre : drame
- Durée : 24 minutes
- Date de sortie : Première le 5 mars 2014 au Festival du film de Tampere (Finlande) et sortie nationale en en juin 2013 au Festival Européen du Film de Scanorama (Lituanie).

## Distribution
- Vesta Grabstaite : Dalia
- Laimute Strimaityte : Mère
- Gintaras Liutkevicius : Voisinne
- Marius Draksas : Mindaugas
- Goncar Zana : Infirmière
- Joana Danute Keturakyte : Voisin de chambre (hopital)
- Giedrius Arbaciauskas : Voix

## Production
Dog's Life est le second court métrage de Ieva Veiverytė et la première collaboration de la réalisatrice avec la productrice Marija Razgute (M-Films). La première du film, hors Lituanie, se déroule en Finlande au  le 5 mars 2014 au Festival du film de Tampere. Dog's Life est le premier film lituanien à être sélectionné à ce festival depuis les quatre dernières années.
En 2020, l'agence du court-métrage lituanien Shorts place Dog's Life dans les huit meilleurs courts métrages lituaniens réalisés dans les années 2010.

## Nominations et distinctions
- Forum du film européen Scanorama 2013 : Nomination au programme New Baltic Cinema
- Prix de l'Académie du Cinéma Lituanien Silver Crane 2014 : Prix de la meilleure actrice dans un rôle principal et Nomination au Prix du meilleur court-métrage
- Festival du film international de Tampere 2014 : Sélection dans le programme de compétition internationale
- Festival international du court-métrage de Leeds  2014 : Sélection au programme lituanien
- Festival du court-métrage de Clermont-Ferrand 2014 : Sélection à la compétition internationale